# Sommarhagen, Sala kommun
Sommarhagen är ett av SCB avgränsat fritidshusområde i Sala distrikt i Sala kommun, Västmanlands län. Området omfattar 56 fritidshus och är beläget vid sidan av länsväg 800 och Dalabanan, direkt söder om Olof-Jons damm, cirka sju kilometer nordväst om tätorten Sala.